# Plane Crazy
Plane Crazy (en español: Loco por los aviones) es un cortometraje de animación estadounidense de 1928 dirigido por Walt Disney y Ub Iwerks. La caricatura, lanzada por Walt Disney Studios, fue la primera película y la primera aparición de Mickey Mouse con su novia Minnie Mouse, producida y originalmente era una película muda. Se le dio una proyección de prueba a una audiencia de teatro el 15 de mayo de 1928, y un ejecutivo de Metro-Goldwyn-Mayer vio la película, pero no pudo elegir un distribuidor. Más tarde ese año, Disney lanzó la primera caricatura sonora de Mickey, Steamboat Willie, que fue un gran éxito. Aparte de eso, Plane Crazy se lanzó nuevamente como una caricatura sonora en marzo de 1929. Fue la cuarta película de Mickey que se estrenó después de Steamboat Willie, The Gallopin' Gaucho y The Barn Dance.

## Trama

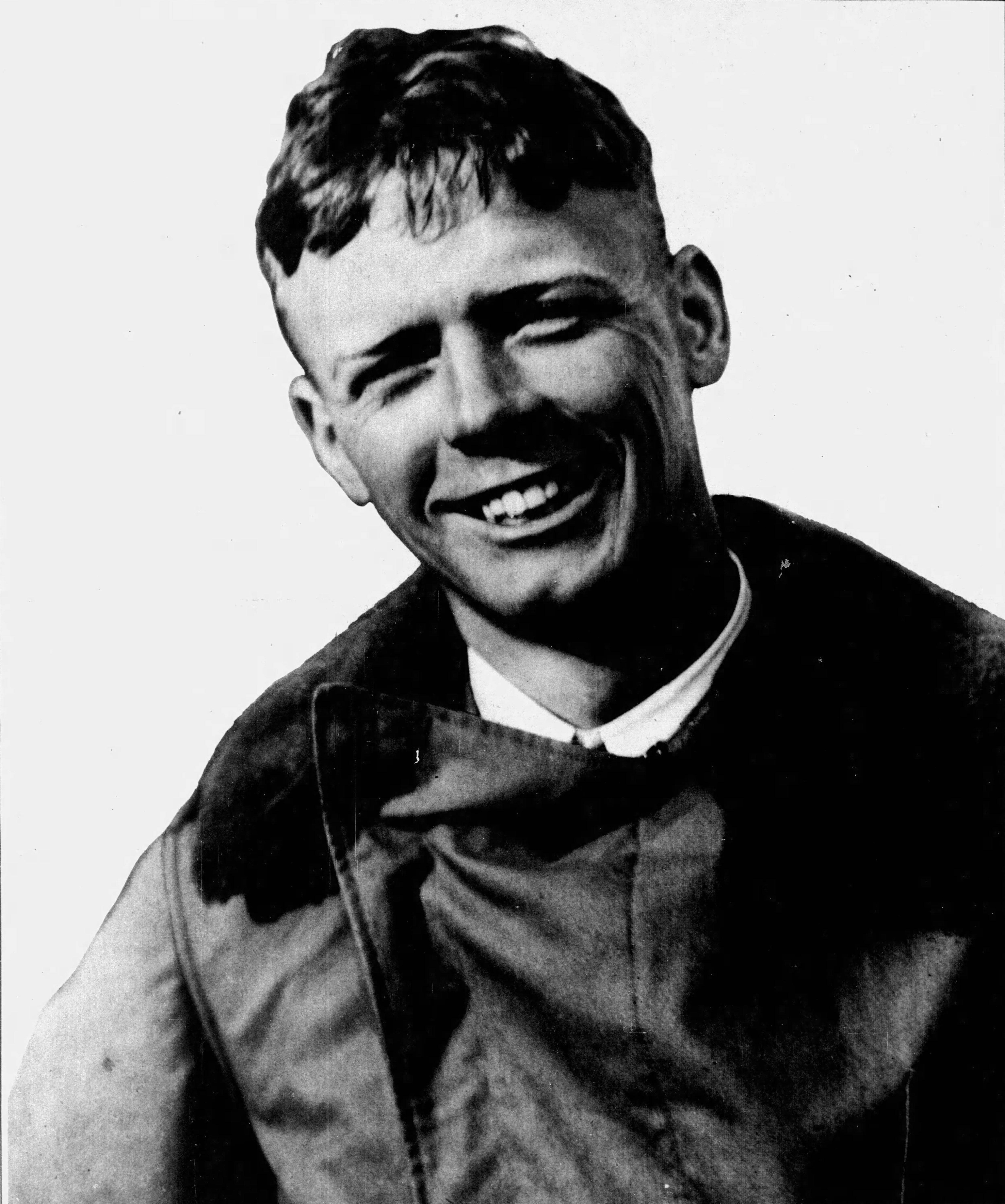
Charles Lindbergh en 1927.

Mickey Mouse intenta volar un avión para imitar a Charles Lindbergh. Después de construir su propio avión, realiza una simulación de vuelo para asegurarse de que el avión sea seguro para volar, pero el vuelo falla y destruye el avión. Usando un roadster y los restos de su avión para crear otro avión, le pide a una ratona llamada: Minnie Mouse, que se una a él en su primer vuelo después de que ella le regale una herradura para la buena suerte. Realizan un vuelo descontrolado con situaciones exageradas e imposibles. Clarabelle "monta" brevemente el avión. Mickey usa la cola de un pavo como cola para su avión. Una vez que recupera el control del avión, intenta repetidamente besar a Minnie. Cuando ella se niega, él usa la fuerza: rompe su concentración y la aterroriza tirándola del avión, atrapándola con el avión, y usa esto para besarla. Minnie responde abofeteando a Mickey y se lanza en paracaídas fuera del avión usando sus bombachos.. Mientras está distraído por ella, Mickey pierde el control del avión y finalmente se estrella contra un árbol. Minnie luego aterriza y Mickey se ríe de sus bombachos expuestos. Minnie luego se marcha furiosa, rechazándolo. Luego, Mickey arroja enojado la herradura de la buena suerte que le dio Minnie y hace un boomerang alrededor de un árbol, golpeándolo, resonando alrededor de su cuello y dejándolo inconsciente; esto hace que las estrellas vuelen hacia la pantalla, con una de las estrellas llenando la pantalla, terminando la película.

## Producción

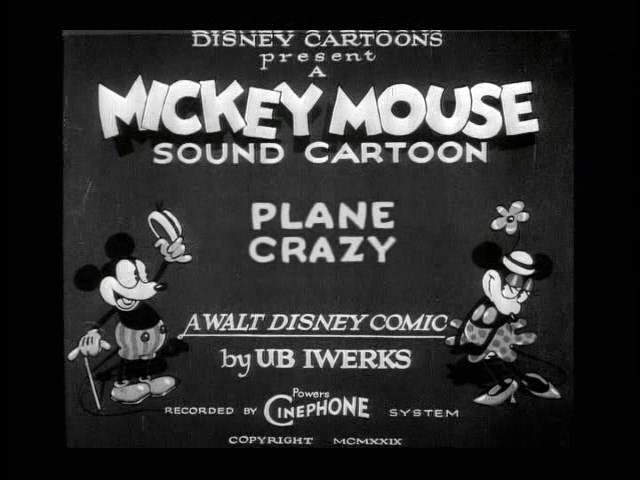
Cuadro inicial del corto Plane Crazy.

El corto fue codirigido por Walt Disney y Ub Iwerks. Iwerks también fue el único animador de este corto y pasó solo dos semanas trabajando en él en una trastienda, a un ritmo de más de 700 dibujos por día. También se especula que Hugh Harman y Rudolf Ising también podrían haber trabajado para el corto, sin embargo, históricamente fueron expulsados durante los días de Oswald el conejo afortunado. La versión sonora contenía una banda sonora de Carl W. Stalling, quien la grabó el 26 de octubre de 1928 cuando fue contratado, y un mes antes del lanzamiento de Steamboat Willie.
Esta fue la primera película animada en utilizar un movimiento de cámara. El punto de vista tomado desde el avión hizo que pareciera que la cámara estaba rastreando el suelo. De hecho, cuando filmaron esta escena, apilaron libros debajo del fondo giratorio para acercar la obra de arte a la cámara.

## Recepción

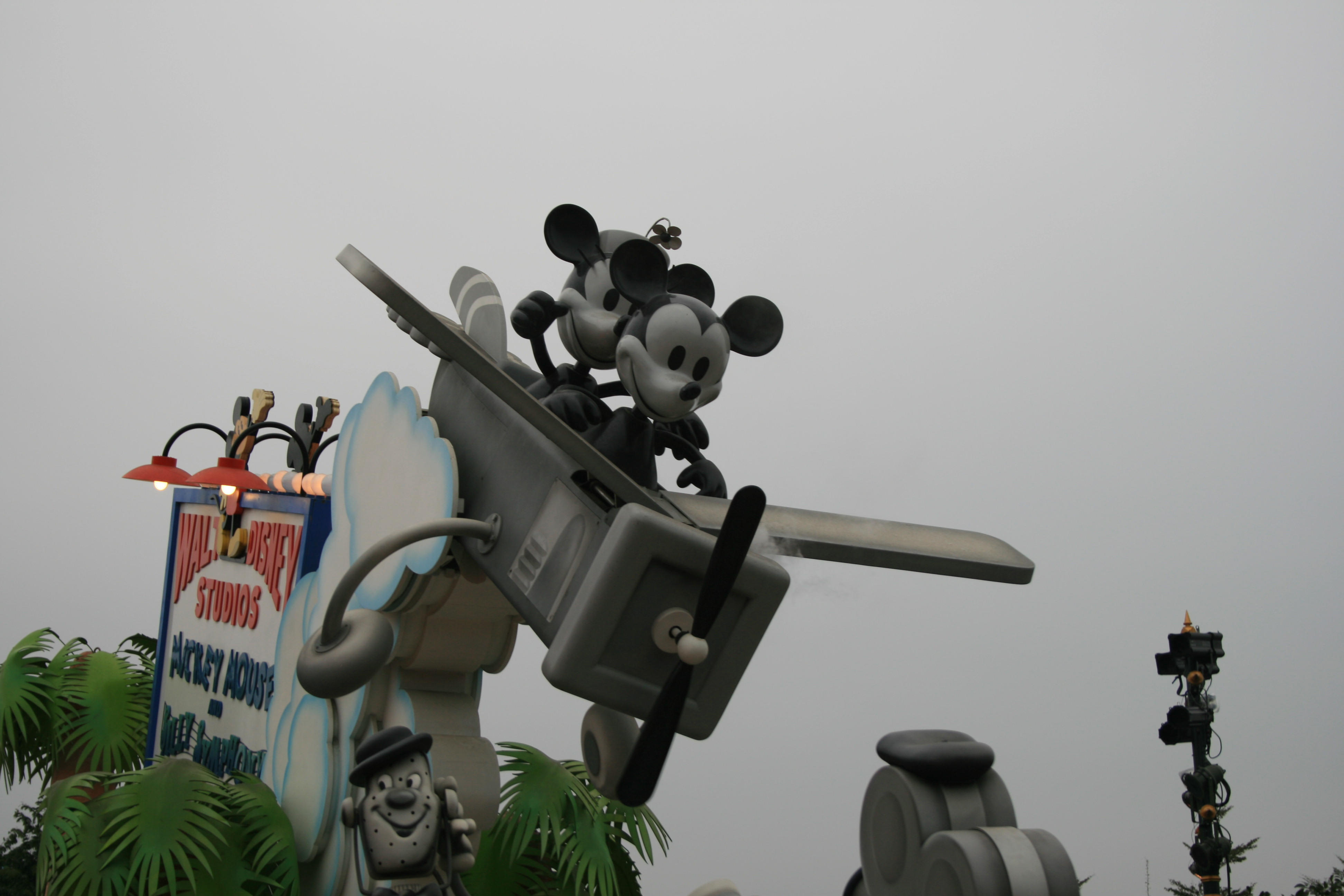
Figuras de Mickey y Minnie volando en una avioneta en Hong Kong Disney

The Film Daily (24 de marzo de 1929): "Inteligente. Mickey Mouse hace sus travesuras animales en el último modo a través de un avión. [sic] El dibujante ha empleado su ingenio habitual para extraer un volumen de risas que de ninguna manera se limitan a la juveniles. Los efectos de sonido son particularmente apropiados en este tipo de película, y ciertamente añaden mucho al punto de vista de la comedia con los chirridos absurdos, los aullidos y los ruidos tontos".
Variety (3 de abril de 1929): "Dibujos animados con sonido de Walt Disney, producidos por Powers Cinephone, una de las series de dibujos animados de Mickey Mouse. Son seis minutos ágiles, con mucha acción sin sentido y un acompañamiento musical apropiado. Constituye un divertido y tonto interludio para cualquier casa conectada. Disney ha derivado algunas situaciones alegres, una o dos de ellas un poco descaradas pero, considerando los personajes animales, permisibles".

## Home media
El corto fue lanzado el 2 de diciembre de 2002 en Walt Disney Treasures: Mickey Mouse in Black and White y el 11 de diciembre de 2007 en Walt Disney Treasures: The Adventures of Oswald the Lucky Rabbit.